# Scudo di Wandsworth
Lo Scudo di Wandsworth (in inglese: Wandsworth Shield), talvolta indicato come Umbone dello Scudo di Wandsworth (Wandsworth Shield Boss) è uno scudo circolare con umbone bronzeo dell'età del ferro decorato in stile La Tène.
Ritrovato nel Tamigi nel distretto di Wandsworth intorno al 1849, è attualmente esposto presso il British Museum.
Le decorazioni a sbalzo dello scudo, ritraenti due uccelli con le ali aperte e lunghe code piumate, hanno portato l'emerito professore di archeologia all'Università di Oxford, Barry Cunliffe, a considerare lo scudo "uno dei capolavori dell'arte celtica".

## Ritrovamento
Lo scudo, con un altro esemplare incompleto, una spada di bronzo e un piccolo utensile sono stati ritrovati durante alcuni lavori di drenaggio del fiume Tamigi nel quartiere londinese di Wandsworth intorno al 1849. Furono presentati al Royal Archeological Institute nel 1849 da un certo William English, che aveva preso parte ai lavori di drenaggio del fiume inglese.

## Descrizione
Lo scudo, di forma circolare, è composto da un umbone circondato da una flangia decorata a sbalzo per un diametro totale di 33 cm. È probabile che lo scudo facesse parte di uno scudo ben più grande, simile a quello di Battersea.